# Tomatares vinaceus
Tomatares vinaceus är en insektsart som beskrevs av Hermann Julius Kolbe 1897. Tomatares vinaceus ingår i släktet Tomatares och familjen myrlejonsländor. Inga underarter finns listade i Catalogue of Life.